# Liste des navires de l'United States Navy : A-B
Cet article contient la liste de tous les bateaux de la Marine des États-Unis dont le nom commence par A et B.

## A
- USS A-1 (SS-2, SP-1370)
- USS A-2 (SS-3)
- USS A-3 (SS-4)
- USS A-4 (SS-5)
- USS A-5 (SS-6)
- USS A-6 (SS-7)
- USS A-7 (SS-8)
- USS AA-1 (SS-52/SF-1)
- USS AA-2 (SS-60/SF-2)
- USS AA-3 (SS-61/SF-3)
- USS A. C. Powell (1861)
- USS A. Childs (1865)
- USS A. Collier (1864)
- USS A. D. Vance (1862)
- USS A. DeGroat (1863)
- USS A. G. Prentiss (1912)
- USS A. Holly (1861)
- USS A. Houghton (1852)
- USS A. J. View (1861)
- USS A. O. Tyler (1857)
- MV A1C William H. Pitsenbarger (T-AK-4638)

### Aa–Ac
- USS Aaron V. Brown (1861)
- USS Aaron Ward (DD-132, DD-483, DD-773/DM-34)
- USS Abadejo (SS-308)
- USS Abalone (SP-208)
- USS Abarenda (AC-13/AG-14, IX-131)
- USS Abatan (AO-92/AW-4)
- USS Abbot (DD-184, DD-629)
- USS Abel P. Upshur (DD-193)
- USS Abele (YN-77/AN-58)
- USS Abeona (1831)
- USS Abercrombie (DE-343)
- USS Aberdeen (1912)
- USS Abilene (PF-58)
- USS Ability (PYc-28, MSO-519, AFDL-7)
- USS Abinago (YTB-493/YTM-493)
- USS Abingdon (PC-1237)
- USNS Abiqua (T-AO-158)
- USNS Able (T-AGOS-20)
- USS Abnaki (AT-96/ATF-96)
- USS Abner Read (DD-526, DD-769)
- USS Abraham (1858)
- USS Abraham Lincoln (SSBN-602, CVN-72)
- USS Absaroka (1917)
- USS Absecon (1918, AVP-23/WAVP-374/WHEC-374)
- USS Absegami (SP-371)
- USS Acacia (1863)
- USS Acadia (AD-42)
- USS Accelerate (ARS-30)
- USS Accentor (AMc-36, AMCU-15)
- USS Accohanoc (YTB-545/YTM-545)
- USS Accokeek (ATA-181)
- USS Accomac (YT-18/YTL-18, APB-49, YTB-812)
- USS Acedia (SS-309)
- USS Achelous (ARL-1)
- USS Achernar (AKA-53)
- USS Achigan (YT-218/YTB-218)
- USS Achilles (ARL-41)
- USS Achomawi (AT-148/ATF-148)
- USS Acme (AMc-61, AM-508/MSO-508)
- USS Acoma (SP-1228, YTB-701/YTM-701)
- USS Acontius (AGP-12)
- USS Acoupa (SS-310)
- USS Acree (DE-167)
- USS Action (PG-86)
- USS Active (1779, 1837, 1888, 1917, YT-112/YTM-112)
- USS Actus (SP-516)
- USS Acubens (AKS-5)
- USS Acushnet (1908/AT-63/ATO-63, WAT-167/WAGO-167/WMEC-167)

### Ad
- USS Adair (APA-91)
- USS Adak (YFB-28)
- USS Adamant (AMc-61, AMc-62)
- USS Adams (1799, 1874, DD-739/DM-27/MMD-27)
- USS Adario (YNT-25/YTM-743)
- USS Adder (SS-3)
- USS Addie and Carrie (ID-3226)
- USS Addie Douglass (1862)
- USS Addison County (LST-31)
- USRC Addison F. Andrews
- USS Adela (1862)
- USS Adelaide (1854)
- USS Adelante (SP-765)
- USS Adelheid (1903)
- USNS Adelphi (T-AG-181)
- USS Adept (AFDL-23)
- USS Adhara (AK-71)
- USS Adirondack (1861, YT-44, ID-1270, AGC-15)
- USS Adjutant (AM-351)
- USS Admirable (AMc-113/AM-136/MSF-136)
- USS Admiral (1863, SP-541, SP-967)
- USS Admiral C. F. Hughes (AP-124)
- USS Admiral David. W. Taylor (AP-128)
- USS Admiral E. W. Eberle (AP-123)
- USS Admiral F. B. Upham (AP-129)
- USS Admiral Glass (YFB-2)
- USS Admiral H. T. Mayo (AP-125)
- USS Admiral Hugh Rodman (AP-126)
- USS Admiral R. E. Coontz (AP-122)
- USS Admiral W. L. Capps (AP-121)
- Modèle:GTS (Modèle:GTS)
- USS Admiral W. S. Benson (AP-120)
- USS Admiral W. S. Sims (AP-127)
- USS Admiralty Islands (CVE-99)
- USS Admittance (1847)
- USS Adolph Hugel (1860)
- USS Adonis (ARL-4)
- USS Adopt (AMc-114/AM-137/MSF-137)
- USS Adria (AF-30)
- USS Adrian (ID-2362)
- USS Adriana (1798)
- USS Adroit (SP-248, AM-82, AM-509/MSO-509)
- USS Advance (1850, 1862, 1917, ID-3057/YT-28, AMc-62, AMc-63, MSO-510)
- USS Advantage (ATR-41, AK-9682)
- USS Advent (AM-83)
- SS Adventurer (AK-5005)
- USNS Adventurous (T-AGOS-13)
- USS Advocate (1861, AMc-115/AM-138/MSF-138

### Ae–Ak
- USS Aegir (AS-23)
- USS Aeolus (ID-3005, ARL-42, ARC-3/T-ARC-3)
- USS Aetna (1869)
- USS Affray (AMc-112, MSO-511)
- USS Agamemnon (ID-3004)
- USS Agamenticus (1863)
- USS Agassiz (1861)
- USS Agate (PYc-4)
- USS Agate Pass (YTT-12)
- USS Agawam (1863, SP-570, AOG-6, YTB-809)
- USS Agenor (ARL-3)
- USS Agent (AMc-116/AM-139/MSF-139)
- USS Agerholm (DD-826)
- USS Aggressive (AM-422/MSO-422)
- USS Aggressor (AMc-63, AMc-64)
- USS Agile (AMc-111/IX-203, AM-421/MSO-421)
- USS Agwidale (SP-4464)
- USS Ahdeek (SP-2589)
- USS Ahoskie (YTB-804)
- USS Ahrens (DE-575)
- USS Ai Filch (1863)
- SS Aide (AK-5006)
- USS Aide De Camp (IX-224)
- USNS Aiken Victory (T-AP-188)
- USS Ailanthus (YN-57/AN-38)
- USS Aileen (1896)
- USS Aimwell (BAT-7)
- USS Ainsworth (DE-1090/FF-1090)
- USS Ajax (1869, AC-14/AG-15, SP-738, AR-6)
- USS Akbar (SP-599)
- USS Akela (SP-1793)
- USS Akron (ZRS-4)
- USS Akutan (AE-13)

### Al
- USS Ala (YT-139/YTB-139/YTM-139)
- USS Alabama (1819, 1849, 1850, BB-8, SP-1052, BB-60, SSBN-731)
- USS Alabaster (PYc-21)
- USS Alacrity (SP-206, PG-87, MSO-520/AG-520)
- USS Alamance (AKA-75)
- USS Alameda (ID-1432, SP-1040, AO-10, AP-68)
- USS Alameda County (LST-32/AVB-1)
- USS Alamingo (YT-227/YTB-227/YTM-227)
- USS Alamo (LSD-33)
- USS Alamogordo (ARDM-2)
- USS Alamosa (AK-156)
- USS Alamuchee (YT-228/YTB-228)
- USNS Alan Shepard (T-AKE-3)
- USS Alarka (YT-229/YTB-229)
- USS Alarm (1873, AMc-117/AM-140/MSF-140)
- USS Alaska (1868, ID-3035, CB-1, SSBN-732)
- USS Alaskan (ID-4542)
- USNS Alatna (T-AOG-81/T-AOT-81)
- USS Alava Bay (CVE-103)
- USS Alazon Bay (ACV-55, CVE-94)
- USS Albacore (SP-751, SS-218, AGSS-569)
- USS Albany (1846, 1869, PG-36/CL-23, CA-72, CA-123/CG-10, SSN-753)
- USS Albatross (1861, 1882, SP-1003, AM-71/IX-171, AM-391, AMS-1/EAMS-1/EMSC(O)-1, MSC-289)
- USS Albay (1886)
- USS Albemarle (1863, AV-5)
- USS Albert Brown (SP-1050)
- USS Albert David (DE-1050/FF-1050)
- USS Albert DeGroat (1863)
- USNS Albert J. Myer (T-ARC-6)
- USNS Albert M. Boe (T-AKV-6)
- USS Albert T. Harris (DE-447)
- USS Albert W. Grant (DD-649)
- USS Albireo (AK-90)
- USS Albuquerque (PG-115/PF-7, SSN-706)
- USS Alcalda (SP-630)
- USS Alcedo (SP-166)
- USS Alchemy (AMc-118/AM-141/MSF-141)
- USS Alchiba (AK-23/AKA-6, AK-261)
- USS Alcona (AK-157)
- USS Alcor (AG-34/AR-10/AD-34, AK-259)
- USS Alcyone (AK-24/AKA-7, AKL-37)
- USS Aldebaran (AF-10)
- USS Alden (DD-211)
- USS Alderamin (AK-116)
- USS Alecto (AGP-14)
- USS Alert (1803, 1861, AS-4, 1896, SP-511)
- USS Alex Diachenko (DE-690/APD-123)
- USCGC Alex Haley (WMEC-39)
- USS Alexander (1894)
- USS Alexander Brown (SP-2725/YT-31)
- USS Alexander Dallas (DD-199)
- USS Alexander H. Erickson (SP-2298)
- USS Alexander Hamilton (USRC, WPG-34, SSBN-617)
- USS Alexander J. Luke (DE-577/DER-577)
- USS Alexandria (1862, PG-126/PF-18, SSN-757)
- USS Alfred (1774)
- USS Alfred A. Cunningham (DD-752)
- USS Alfred A. Wolkyns (1863)
- USS Alfred Robb (1860)
- USS Alfred Wolf (DE-544)
- USS Alger (DE-101)
- USS Algol (AKA-54/LKA-54, T-AK-287/T-AKR-287)
- USS Algoma (1868)
- USS Algonquin (1863, 1898, 1918)
- USS Algorab (AK-25/AKA-8, AK-262)
- USS Algorma (AT-34/ATO-34, ATA-212)
- USS Alhena (AK-26/AKA-9, AKL-38)
- USS Alice (1864, 1898, SP-367)
- USS Alida (YT-102)
- USS Alikula Bay (ACV-57, CVE-95)
- USS Alkaid (AK-114)
- USS Alkes (AK-110)
- USS Allagash (AO-97)
- USS Allamakee (YT-410/YTB-410/YTM-410)
- USS Allaquippa (YT-174/YTB-174/YTM-174)
- USS Allegan (AK-225)
- USS Allegheny (1847, AT-19/ATO-19, ATA-179)
- USS Allen (1814, DD-66)
- USS Allen Collier (1864)
- USS Allen M. Sumner (DD-692)
- USS Allendale (APA-127)
- USS Allentown (PG-160/PF-52)
- USS Alliance (1778, 1877, AMc-64)
- USS Alligator (1809, 1813, 1820, 1862)
- USS Allioth (AK-109/IX-204/AVS-4)
- USS Alloway (ID-3139, YT-170/YTM-170)
- USS Allthorn (YN-94/AN-70)
- USS Almaack (AK-27/AKA-10, AKL-39)
- USS Almandite (PY-24)
- USS Almax II (SP-268)
- USS Almond (YN-58)
- USS Alnaba (YTB-494/YTM-494)
- USS Alnitah (AK-127)
- USS Aloe (YN-1/AN-6)
- USS Aloha (SP-317)
- USS Alonzo Child (1857)
- USS Alpaco (1918)
- USS Alpha (1864, SP-586)
- USS Alpine (APA-92)
- USS Alsea (AT-97/ATF-97)
- USS Alshain (AKA-55/T-AKA-55)
- USS Alstede (AF-48)
- USS Altair (AD-11, AK-257/AKS-32, T-AK-291/T-AKR-291)
- USS Altamaha (AVG-6/ACV-6/CVE-6, AVG-18/ACV-18/CVE-18/CVHE-18)
- USS Alton (IX-5)
- USS Althea (1862, 1863, SP-218)
- USS Alturas (PC-602)
- USS Altus (PC-568)
- USS Aludra (AK-72, AF-55)
- USS Alvarado (1895)
- USS Alvin (DSV-2)
- USS Alvin C. Cockrell (DE-366)

### Am–An
- USS Amabala (ID-2185)
- USS Amador (AK-158)
- USS Amagansett (SP-693)
- USS Amanda (1856)
- USS Amanda Moore (1900)
- USS Amaranth (1892/WAGL-201)
- USS Amaranthus (1864)
- USS Amazon (1861)
- SS Ambassador (AK-5007)
- USS Amber (PYc-6)
- USS Amberjack (SS-219, SS-522)
- USS Ameer (AVG-55/ACV-55)
- USS Ameera (SP-453)
- USS Amelia (1812)
- USNS Amelia Earhart (T-AKE-6)
- USS America (1782, 1861, ID-3006, CVA-66/CV-66, LHA-6)
- USS American (1861, ID-2292)
- USNS American Condor (T-AKR-9673)
- USS American Cormorant (AK-2062)
- USNS American Explorer (T-AO-165/T-AOT-165)
- USNS American Falcon (T-AKR-9672)
- SS American Kestrel (AK-9651)
- USS American Legion (AP-35/APA-17)
- USNS American Mariner (T-AGM-12)
- MV American Merlin (AK-9302)
- SS American Osprey (T-AOT-5076)
- MV American Tern (T-AK-4729)
- USS Amerika (ID-3006)
- USS Amesbury (DE-66/APD-46)
- USS Amethyst (PYc-3)
- USS Amherst (PCE(R)-853)
- USS Amick (DE-168/FF-168)
- USS Amistead Rust (AGS-9)
- USS Ammen (DD-35, DD-527)
- USS Ammonoosuc (1864)
- USS Ammonusuc (AOG-23)
- USS Ampere (ADG-11)
- USS Amphion (1899, AR-13)
- USS Amphitrite (1864, BM-2, ARL-29)
- USS Amsterdam (CL-59, CL-101)
- USS Amycus (ARL-2)
- USS Anacapa (AG-49)
- USS Anacortes (PC-1569)
- USS Anacostia (1856, AO-94/T-AO-94)
- USS Anacot (YT-253/YTB-253)
- USS Anado (SP-455)
- USS Anamosa (YT-409/YTB-409/YTM-409)
- USS Anaqua (YN-59/AN-40)
- USS Anchor (ARS-13)
- USS Anchorage (LSD-36, LPD-23)
- USS Ancon (ID-1467, AP-66/AGC-4)
- USS Andalusia (PC-1173)
- USS Anderson (DD-411)
- USS Andradite (PYc-11)
- USS Andres (DE-45)
- USS Andrew Doria (1775, IX-132)
- USNS Andrew J. Higgins (T-AO-190)
- USS Andrew J. Newbury (YAG-54)
- USS Andrew Jackson (1832, SSBN-619)
- USS Andrews (PC-606)
- USS Andromeda (AK-64/AKA-15)
- USS Androscoggin (USRC, AOG-24, WPG-68/WHEC-68)
- USS Anemone (1864, 1908)
- USS Anemone IV (SP-1290)
- USS Angler (SS-240/SSK-240/AGSS-240/IXSS-240)
- USS Anguilla Bay (AVG-58/ACV-58, ACV-96/CVE-96)
- USS Aniwa (ID-3146)
- USS Ankachak (YTB-501/YTM-767)
- USS Anna (1863)
- USS Anna B. Smith (ID-1458)
- USS Annabelle (SP-1206)
- USS Annapolis (PG-10/IX-1, PG-123/PF-15, AGMR-1, SSN-760)
- USS Annawan (YN-50/YNT-18/YTM-739)
- USS Anne Arundel (AP-76)
- USS Annie (1863)
- USS Annie E. Gallup (SP-694)
- USS Anniston (C-9)
- USS Annoy (AM-84)
- USS Anoka (PC-571, YTB-810)
- USS Antaeus (AS-21/AG-67)
- USS Antares (AG-10/AKS-3, AK-258/AKS-33, T-AK-294/T-AKR-294)
- USS Antelope (1861, IX-109, PGM-86/PG-86)
- USS Anthedon (AS-24)
- USS Anthony (DD-172/DM-12, DD-266, DD-515)
- USS Anticline (YO-62)
- USS Antietam (1864, CV-36/CVA-36/CVS-36, CG-54)
- USS Antigo (PC-470, YTB-792)
- USS Antigone (ID-3007, AGP-16)
- USS Antigua (AF-17)
- USS Antilla (1904)
- USS Antioch (T-AG-180)
- USS Anton Dohrn (SP-1086)
- USS Antona (1863, IX-133)
- USS Antrim (AK-159, FFG-20)
- USS Anzio (CVE-57/CVHE-57, CG-68)

### Ap–Ar
- USS Apache (1889, 1891, SP-729, AT-67/ATF-67, T-ATF-172)
- USS Apalachicola (YTB-767)
- USS Apex (AMc-119/AM-142/MSF-142)
- USS Aphrodite (SP-135)
- USS Apogon (SS-308)
- USS Apohola (YTB-502/YTM-768)
- USS Apollo (AS-25)
- USS Apopka (YTB-778)
- USS Appalachian (AGC-1)
- USS Appanoose (AK-226)
- USS Appling (APA-58)
- USS Aquamarine (PYc-7)
- USS Aquarius (AK-65/AKA-16, AK-263)
- USS Aquidneck (YFB-14)
- USS Aquila (AK-47, PHM-4)
- USS Ara (AK-136)
- USS Arabia (ID-3434)
- USS Arabian (1896)
- USS Arago (1861)
- USS Aramis (SP-418/PY-7)
- USS Aranca (YTB-530)
- USS Araner (IX-57, IX-226)
- USS Arapaho (AT-14/YT-121, AT-68/ATF-68)
- USS Arapahoe (1864)
- USS Arawak (YTB-702/YTM-702)
- USS Arawan II (SP-1)
- USS Arayat (1888, IX-134)
- USS Arbutus (1862)
- USS Arcade (AMc-120/AM-143/MSF-143)
- USS Arcadia (SP-856, ID-1605, AD-23)
- USS Arcady (SP-577)
- USS Arcata (1903, PC-601, YTB-768)
- USS Arch (AMc-121/AM-144/MSF-144)
- USS Archer (1840, BAVG-1)
- USS Archer-Fish (SS-311/AGSS-311)
- USS Archerfish (SSN-678)
- USS Arco (ARD-29, ARDM-5)
- USS Arctic (1855, 1873, 1913, AF-7, AOE-8/T-AOE-8)
- USS Arcturus (SP-182, SP-593, AK-12, AK-18/AKA-1, AF-52)
- USS Ardennes (1845)
- USS Ardent (SP-680, AM-340/MSF-340, MCM-12)
- USS Arenac (APA-128)
- USS Arequipa (AF-31)
- USS Arethusa (1864, AO-7, IX-135)
- USS Argentina (1857)
- USS Argo (1779, 1892)
- USS Argonaut (SF-7/SM-1/APS-1/SS-166, SS-475)
- USS Argonne (1918, AP-4/AS-10/AG-31)
- USS Argos (1869)
- USS Argosy (1863)
- USS Argus (1803, PY-14)
- USS Arided (AK-73)
- USS Ariel (1777, 1813, 1831, 1862, AF-22)
- USS Aries (1862, AK-51, PHM-5)
- USS Arikara (AT-98/ATF-98)
- USS Aristaeus (ARB-1)
- USS Arivaca (YT-259/YTB-259/YTM-259)
- USS Arizona (1858, 1869, BB-39)
- USS Arizonan (ID-4542A)
- USS Arkab (AK-130)
- USS Arkansas (1863, BM-7, BB-33, CGN-41)
- USS Arleigh Burke (DDG-51)
- USS Arletta (1860)
- USS Arlington (AP-174, APA-129, AGMR-2, LPD-24)
- USS Armada (AMc-122/AM-145/MSF-145)
- USS Armadillo (IX-111)
- USS Armeria (1890)
- USS Armistead Rust (AGS-9)
- USS Armstrong County (LST-57)
- USS Arneb (AKA-56/LKA-56)
- USS Arnold J. Isbell (DD-869)
- USS Aroostook (1861, ID-1256/CM-3/AK-44, AOG-14)
- USS Arrowhead (AD-35)
- USS Arrowsic (YFB-59)
- USS Arroyo (SP-197)
- USS Artemis (SP-593, ID-2187, AKA-21)
- USS Arthur (1855)
- USS Arthur L. Bristol (DE-281/APD-97)
- USS Arthur M. Huddell (YAG-55)
- USS Arthur Middleton (AP-55/APA-25)
- USS Arthur W. Radford (DD-968)
- USS Artigas (1911)
- USS Artisan (AFDB-1)
- USS Artmar III (SP-408)
- USS Arundel (1873)
- USS Arval (SP-1045)
- USS Arvilla (SP-752)
- USS Arvonian (1905)

### As–Az
- USS Ascella (AK-137)
- USS Ascutney (1862)
- USS Ash (YN-2/AN-7)
- USS Asheboro (PC-882)
- USS Asher J. Hudson (SP-3104/YT-37)
- USS Asheville (PG-21, PG-101/PF-1, PGM-84/PG-84, SSN-758)
- USS Ashland (APM-1/LSD-1/AV-21, LSD-48)
- USS Ashley (IX-83)
- USS Ashtabula (AO-51)
- USS Ashuelot (1865)
- USS Askari (ARL-30)
- USS Asp (1812, 1813, YFB-1)
- USS Asphalt (IX-153)
- USS Aspinet (YF-176)
- USS Aspire (AMc-123/AM-146/MSF-146)
- USS Aspro (SS-309/AGSS-309, SSN-648)
- USS Asquith (YFB-42)
- USS Assail (AMc-124/AM-147/MSF-147)
- USS Assertive (AMc-65, T-AGOS-9)
- USS Assistance (ID-3273, ARS-10, BAR-17)
- USS Assurance (MSO-521/AG-521, T-AGOS-5)
- USS Aster (1864)
- USS Asterion (AK-100/AK-63/WAK-123, AF-63/T-AF-63)
- USS Astoria (1867, SP-2005/AK-8, CA-34, CL-90)
- USS Astrea (SP-560)
- USS Astrolabe Bay (AVG-60/ACV-60, AVG-97/ACV-97/CVE-97)
- USS Astute (AMc-125/AM-148/MSF-148)
- USS Atakapa (AT-149/ATF-149/T-ATF-149)
- USS Atalanta (1781)
- USS Atanus (YTB-503)
- USS Atascosa (AO-66)
- USS Atchison County (LST-60)
- USS Atglen (ID-1315)
- USS Athanasia (AF-41)
- USS Atheling (CVE-33)
- USS Athene (AKA-22)
- USS Atherton (DE-169)
- USS Atik (AK-101)
- USS Atka (AG-90/AGB-3)
- USS Atlanta (1861, 1884, CL-51, CL-104/IX-304, SSN-712)
- USS Atlantic (SP-1182, YFB-3268, SP-859)
- USS Atlantic Salvor (ARS-33)
- USS Atlantida (IX-108)
- USS Atlantis (SP-40, AGOR-25)
- USS Atlas (1869, SP-2171, ARL-7)
- USS Attala (APA-130)
- USS Attica (PCS-1383)
- USS Attu (CVE-102)
- USS Atule (SS-403/AGSS-403)
- USS Aubrey Fitch (FFG-34)
- USS Auburn (ID-3842, AGC-10)
- USS Aucilla (AO-56)
- USS Audacious (T-AGOS-11)
- USS Audrain (APA-59)
- USS Audubon (APA-149)
- USS Audwin (SP-451)
- USS Augury (AMc-126/AM-149/MSF-149)
- USS Augusta (1799, 1853, SP-946, CL-31/CA-31, SSN-710)
- USS Augusta Dinsmore (1863)
- USS Augustus Holly (1861)
- USS Auk (AM-38, AM-57/MSF-57)
- USS Aulick (DD-258, DD-569)
- USS Ault (DD-698)
- USS Aurelia (AKA-23)
- USS Auriga (AK-98)
- USS Aurora (SP-345)
- USS Aurore II (SP-460)
- USS Ausable (SP-1631)
- USS Ausburn (DD-294)
- USS Ausburne (DD-294)
- USS Austin (1839, DE-15, LPD-4)
- SS Austral Rainbow (AK-1005)
- USS Autauga (AK-160)
- USS Avalon (1908, ID-2432, DSRV-2)
- USS Avenge (AMc-65, AMc-66, AM-423/MSO-423)
- USS Avenger (1863, SP-2646, MCM-1)
- USS Aventinus (ARVE-3)
- USS Avery Island (AG-76/AKS-24)
- USS Avis (SP-382)
- USS Avocet (AM-19/AVP-4, AMCU-16/MHC-16)
- USS Avoyel (AT-150/ATF-150/WAT-150/WMEC-150)
- USS Awa (SS-409)
- USS Awahou (YAG-24)
- USS Awatobi (YT-264/YTB-264)
- USS Ayanabi (YTB-504)
- USS Aylmer (DE-72)
- USS Aylwin (1813, DD-47, DD-355, DE-1081/FF-1081)
- USS Azalea (1864, 1891, 1915)
- USS Azimech (AK-124)
- USS Aztec (SP-590)
- USS Azurlite (PY-22)

## B
- USS B-1 (SS-10)
- USS B-2 (SS-11)
- USS B-3 (SS-12)
- USS B. F. Macomber (SP-980)
- USS B. H. B. Hubbard (SP-416)
- USS B. N. Creary (1864)

### Ba
- USS Bab (SP-116)
- USS Babbitt (DD-128/AG-102)
- USS Babette II (SP-484)
- USS Bache (1871, DD-470/DDE-470)
- USS Badassah (1837)
- USS Badger (1889, DD-126, DE-1071/FF-1071)
- USS Badoeng Strait (CVE-116/AKV-16)
- MV Baffin Strait (T-AK-W9519)
- USS Baffins (AVG-35/ACV-35/CVE-35)
- USS Bagaduce (AT-21/ATO-21, ATA-194/T-ATA-194)
- USS Bagheera (SP-963)
- USS Bagley (TB-24, DD-185, DD-386, DE-1069/FF-1069)
- USS Baham (AK-122/AG-71)
- USS Bahamas (PF-75)
- USS Bailer (YO-54)
- USS Bailey (TB-21, DD-269, DD-492)
- USS Bainbridge (1842, DD-1, DD-246, DLGN-25/CGN-25, DDG-96)
- USS Bairoko (CVE-115/AKV-15)
- USS Baker (DE-190)
- USS Balanga (YT-103)
- USS Balao (SS-285/AGSS-285)
- USS Balch (DD-50, DD-363)
- USS Balduck (DE-716/APD-132/LPR-132)
- USNS Bald Eagle (T-AF-50)
- USS Baldwin (DD-624)
- USS Bali (ID-2483)
- USS Ballard (1813, DD-267/AVD-10)
- USS Balm (YN-78)
- USS Baltimore (1777, 1798, 1861, C-3/CM-1, CA-68, SSN-704)
- USS Bamberg County (LST-209/T-LST-209)
- USS Banaag (YT-104)
- USS Banago (ID-3810)
- USS Bancroft (1892, DD-256, DD-598)
- USS Bandera (APA-131)
- USS Bang (SS-385)
- USS Bangor (PG-124/PF-16)
- USS Bangust (DE-739)
- USS Banner (APA-60, T-AKL-25/AKL-25/AGER-1, T-AK-5008)
- USS Banning (PCE-886/PCE(C)-886)
- USS Bannock (AT-81/ATF-81)
- USS Banshee (1862, IX-178)
- USS Baranof (YAG-11)
- USS Barataria (1862, AVP-33/WPG-381/WAVP-381/WHEC-381)
- USS Barb (SS-220, SSN-596)
- USS Barbados (PF-76)
- USS Barbara (SP-704)
- USS Barbarossa (ID-3012)
- USS Barbel (SS-316, SS-580)
- USS Barber (DE-161/APD-57/LPR-57)
- USS Barbero (SS-317/SSA-317/SSG-317)
- USS Barbet (AMc-38, AMS-41/MSC(O)-41)
- USS Barbey (DE-1088/FF-1088)
- USS Barbican (ACM-5)
- USS Barboncito (YTB-495/YTM-495)
- USS Barbour County (LST-1195)
- USS Barcelo (YT-105, IX-199)
- USS Baretta (YN-60/AN-41)
- USS Barite (IX-161)
- USS Barker (DD-213)
- USS Barnegat (ID-1232, AVP-10)
- USS Barnes (AVG-7/ACV-7/CVE-7, AVG-20/ACV-20/CVE-20/CVHE-20)
- USS Barnett (SP-1149/YT-29, AP-11/APA-5)
- USS Barney (TB-25, DD-149/AG-113, DD-956/DDG-6)
- USS Barnstable (APA-93)
- USS Barnstable County (LST-1197)
- USS Barnwell (APA-132/LPA-132)
- USS Baron (DE-166)
- USS Baron DeKalb (1861)
- USS Barr (DE-576/APD-39)
- USS Barracuda (SS-21, SP-23, SP-845, SF-4/SS-163, SSK-1/SST-3/SS-550)
- USNS Barrett (T-AP-196)
- USS Barricade (ACM-3)
- USS Barrier (AMc-127/AM-150/MSF-150)
- USS Barrow (APA-61)
- USS Barry (DD-2, DD-248/APD-29, DD-933, DDG-52)
- USNS Bartlett (T-AGOR-13)
- USS Barton (DD-599, DD-722)
- USS Bashaw (SS-241/SSK-241/AGSS-241)
- USS Basilan (ARG-12/AG-68)
- USS Basilone (DD-824/DDE-824)
- USS Bass (SF-5/SS-164, SSK-2/SS-551)
- USS Bassett (DE-672/APD-73)
- USS Bastian (AVG-37/ACV-37/CVE-37)
- USS Bastion (ACM-6)
- USS Bastogne (CVE-124)
- USS Bat (1864)
- USS Bataan (CV-29/CVL-29/AVT-4, LHD-5)
- USS Bateleur (AMc-37)
- USS Bates (DE-68/APD-47)
- USS Batesburg (PC-903/PCE-903)
- USS Batfish (SS-310/AGSS-310, SSN-681)
- USS Bath (ID-1997/AK-4, PG-163/PF-55)
- USS Batjan (1913)
- USS Baton Rouge (SSN-689)
- USS Battler (ACV-6)
- USS Battle Point (YTT-10)
- USS Bauer (DE-1025)
- USS Bausell (DD-845)
- USS Bauxite (IX-154)
- USS Bavaria (ID-2179)
- USS Baxley (1918)
- USS Baxter (APA-94)
- USS Bay Spring (AT-60/YNG-19)
- USS Baya (SS-318/AGSS-318)
- USS Bayfield (AP-78/APA-33)
- USS Bayntun (DE-1)
- USS Bayocean (SP-2640)
- USS Bayonne (PG-129/PF-21)
- USS Bazely (1863, DE-2)

### Be
- USS Beacon (PG-88, PGM-99/PG-99)
- USS Beagle (1822, IX-112)
- USS Beale (DD-40, DD-471/DDE-471)
- USS Bear (USRC/USCGC/AG-29)
- USS Bearss (DD-654)
- USS Beatty (DD-528, DD-640, DD-756, DD-873)
- USS Beaufort (1799, ID-3008/AK-6, PG-167/PF-59, PCS-1387, ATS-2)
- USS Beaumere II (SP-444)
- USS Beaumont (PG-60)
- USS Beauregard (1861)
- USS Beaver (ID-2302/AS-5/ARG-19)
- SS Beaver State (T-ACS-10/XTR-1)
- USS Beaverhead (AK-161)
- USS Bebas (DE-10)
- USS Beckham (APA-133)
- USS Becuna (SS-319/AGSS-319)
- USS Bedford Victory (AK-231)
- USS Beeville (PC-617)
- USS Begor (DE-711/APD-127/LPR-127)
- USS Bel Air (PC-1191)
- USS Belet (DE-599/APD-109)
- USS Belfast (PG-143/PF-35)
- USS Belknap (DD-251/AVD-8/APD-34, DLG-26/CG-26)
- USS Bell (DD-95, DD-587)
- USS Bella (ID-2211)
- USS Bellatrix (AK-20/AKA-3, AF-62, T-AK-288/T-AKR-288)
- USS Belle (1864)
- USS Belle Grove (APM-2/LSD-2)
- USS Belle Isle (AG-73/AKS-21)
- USS Belle Italia (1862)
- USS Belle of Boston (SP-3071)
- USS Belleau Wood (CV-24/CVL-24, LHA-3)
- USS Bellerophon (ARL-31)
- USS Bellingham (ID-3552)
- USS Bellona (ARL-32)
- USS Belmont (1917, AG-167/AGTR-4)
- USS Beltrami (AK-162)
- USS Beluga (SP-536)
- USS Belusan (1900s, IX-187)
- USS Ben Morgan (1826)
- USNS Benavidez (T-AKR-306)
- USS Benefit (1863)
- USS Benevolence (AH-13/T-AH-13)
- USS Benewah (APB-35/IX-311)
- USS Benfold (DDG-65)
- USS Benham (DD-49, DD-397, DD-796)
- USS Benicia (1868, PGM-96/PG-96)
- USS Benjamin Franklin (SSBN-640)
- USS Benjamin Isherwood (T-AO-191)
- USS Benjamin Stoddert (DDG-22)
- USS Benner (DE-551, DD-807/DDR-807)
- USS Bennett (DD-473)
- USS Bennington (PG-4, CV-20/CVA-20/CVS-20)
- USS Bennion (DD-662)
- USS Benson (DD-421)
- USS Bentley (DE-74)
- USS Benton (1861)
- USS Benton County (LST-263)
- USS Benzie County (LST-266)
- USS Berberry (1864)
- USS Berceau (YFB-3)
- USS Bergall (SS-320, SSN-667)
- USS Bergen (APA-150)
- USS Bering Strait (AVP-34/WAVP-382/WHEC-382)
- USS Berkeley (DDG-15)
- USS Berkeley County (LST-279)
- USS Berkshire (SP-1578)
- USS Berkshire County (LST-288)
- USS Bermuda (1861)
- USS Bernadou (DD-153)
- USS Bernalillo County (LST-306)
- USS Bernard (ID-2174)
- USS Berrien (APA-62)
- USS Berry (BDE-3)
- USS Bertell W. King (ID-3194)
- USS Berwind (SP-1671)
- USS Berwyn (ID-3565)
- USS Beryl (PY-23)
- USS Besboro (AG-66)
- USS Besoeki (ID-2534)
- USNS Bessemer (T-AG-186)
- USS Bessie H. Dantzler (SP-3158)
- USS Bessie J. (SP-1919)
- USS Bessie Jones (SP-1476)
- USS Besugo (SS-321/AGSS-321)
- USS Beta (1863)
- USS Betelgeuse (AK-28/AKA-11, AK-260)
- USS Bethany (PC-620)
- USS Betty Jane I (SP-3458)
- USS Betty M. II (SP-623)
- USS Beukelsdijk (ID-3135)
- USS Beverly W. Reid (DE-722/APD-119/LPR-119)
- USS Bexar (APA-237/LPA-237)

### Bi–Bl
- USS Bibb (1845, 1853, WPG-31/WHEC-31)
- USS Biddle (TB-26, DD-151/AG-114, DD-955/DDG-5, DLG-34/CG-34)
- USS Bie & Schiott (YP-2871)
- USS Bienville (1861)
- USS Biesbosch (ID-2499)
- USS Big Black River (LSM(R)-401/LFR-401)
- USS Big Chief (IX-101)
- USS Big Horn (AO-45/WAO-124/IX-207, T-AO-198)
- USS Big Horn River (LSM(R)-402)
- USS Big Pebble (YHB-23)
- USS Bigelow (DD-942)
- USS Bignonia (1863)
- USS Billfish (SS-286/AGSS-286, SSN-676)
- USS Billings (LCS-15)
- USS Billingsley (DD-293)
- USS Billow (1890s, ID-1704)
- USS Biloxi (CL-80)
- USS Bingham (APA-225/LPA-225)
- USS Birch (YN-3)
- USS Birgit (AKA-24)
- USS Birmingham (CL-2, CL-62, SSN-695)
- USS Bisbee (PG-154/PF-46)
- USS Biscayne (AVP-11/AGC-18)
- USNS Bismarck (JHSV-9)
- USS Bismarck Sea (CVE-95)
- USS Bitterbush (YN-58/AN-39)
- USS Bittern (AM-36, AM-352, AMS-69/MSC-69, AMCU-43/MHC-43)
- USS Bivalve (ID-2472)
- USS Bivin (DE-536)
- USS Black (DD-666)
- USS Black Arrow (ID-1534)
- USS Black Douglas (IX-55/PYc-45)
- USS Black Fox (YT-177/YTB-177/YTM-177)
- USS Black Hawk (1848, ID-2140/AD-9, MHC-58)
- USS Black Warrior River (LSM(R)-404/LFR-404)
- USS Blackbird (AMCU-11/MHC-11)
- USS Blackfin (SS-322)
- USS Blackfish (SS-221)
- USS Blackford (AKS-16/APB-45)
- USS Blackstone River (LSM(R)-403)
- USS Bladen (APA-63)
- USS Blair (DE-147/DER-147)
- USS Blakeley (DD-150)
- USS Blakely (TB-27, DE-1072/FF-1072)
- USS Blanche (1878)
- USS Blanco County (LST-344)
- USS Bland (APA-134)
- USS Blandy (DD-943)
- USS Blanquillo (SS-323)
- USS Bledsoe County (LST-356)
- USS Blenny (SS-324/AGSS-324)
- USS Blessman (DE-69/APD-48)
- USS Block Island (AVG-8/ACV-8/CVE-8, AVG-21/ACV-21/CVE-21, CVE-106/LPH-1/AKV-38)
- USS Bloomer (1856)
- USS Blount (AK-163)
- USS Blower (SS-325)
- USS Blue (DD-387, DD-744)
- USS Blue Bird (SP-465)
- USS Blue Dolphin (IX-65)
- USS Blue Jacket (1854, T-AF-51)
- USS Blue Jay (AMc-23, AMCU-17)
- USS Blue Light (1863)
- USS Blue Ridge (1918, AGC-2, LCC-19)
- USS Blueback (SS-326, SS-581)
- USS Bluebird (AM-72/IX-172, AM-415, ASR-19, AMS-121/MSC-121)
- USS Bluefish (SS-222, SSN-675)
- USS Bluegill (SS-242/SSK-242/AGSS-242)
- USS Bluffton (PC-461)

### Bo
- USS Boarfish (SS-327)
- USNS Bob Hope (T-AKR-300)
- USS Bobby (1915)
- USS Bobolink (AM-20/AT-131/ATO-131, AMS-2/MHC-44)
- USS Bobylu (SP-1513)
- USS Bocaccio (SS-328)
- USS Bocachee (YTB-505)
- USS Bogalusa (YTB-759)
- USS Boggs (DD-136/DMS-3/AG-19)
- USS Bogue (AVG-9/ACV-9/CVE-9/CVHE-9/CVHP-9)
- USS Boise (CL-47, SSN-764)
- USS Bold (AMc-67, AM-424/MSO-424, T-AGOS-12)
- USS Bolinas (AVG-36/ACV-36/CVE-36)
- USS Bolivar (AP-79/APA-34)
- USS Bollinger (APA-234/LPA-234)
- USS Bolster (ARS-38)
- USS Bomazeen (YT-238/YTB-238)
- USS Bombard (AMc-128/AM-151/MSF-151)
- USS Bon Homme Richard (CV-10, CV-31/CVA-31)
- USS Bonaci (SS-329)
- USS Bond (AMc-129/AM-152/MSF-152)
- USS Bondia (AF-42/T-AF-42)
- USS Bonefish (SS-223, SS-582)
- USS Bonhomme Richard (1765, LHD-6)
- USS Bonita (SS-15, SP-540, SF-6/SS-165, SSK-3/SS-552)
- USS Bonito (1846)
- USS Boone (FFG-28)
- USS Boone County (LST-389)
- USS Bootes (AK-99)
- USS Booth (DE-170/FF-170)
- USS Bordelon (DD-881/DDR-881)
- USS Boreas (AF-8)
- USS Borer (1814)
- USS Borie (DD-215, DD-704)
- USS Borum (DE-790/APD-82)
- USS Bosque (APA-135)
- USS Boston (1776, 1777, 1799, 1825, 1884, CA-69/CAG-1, SSN-703)
- USS Boston Salvor (BARS-6)
- USS Bostwick (DE-103)
- USS Botetourt (APA-136)
- USS Bottineau (APA-235/LPA-235)
- USS Bougainville (CVE-100/CVU-100/AKV-35)
- USS Bouker No. 2 (SP-1275/YT-30)
- USS Boulder (LST-1190)
- USS Boulder Victory (AK-227)
- USS Bountiful (AH-9)
- USS Bourbon (1783)
- USS Bowditch (AG-30/AGS-4, T-AGS-21, T-AGS-62)
- USS Bowdoin (IX-50)
- USS Bowen (DE-1079/FF-1079/FFT-1079)
- USS Bowers (DE-637/APD-40)
- USS Bowfin (SS-287/AGSS-287/IXSS-287)
- USS Bowie (APA-137)
- USS Bowman County (LST-391)
- USS Boxer (1815, 1832, 1865, 1905, CV-21/CVA-21/CVS-21/LPH-4, LHD-4)
- USS Boxelder (YN-80/AN-74)
- USS Boxwood (YN-3/AN-8)
- USS Boy Scout (SP-53)
- USS Boyd (DD-544)
- USS Boyle (DD-600)

### Br
- USS Bracken (APA-64)
- USS Brackett (DE-41)
- USS Bradford (DD-545)
- USS Bradley (DE-1041/FF-1041)
- USS Bradley County (LST-400)
- USS Braine (DD-630)
- USS Brambling (AMc-39, AMS-42/MSC(O)-42)
- USS Branch (DD-197, DD-310)
- USS Branch County (LST-482)
- USS Brandenburg (1901)
- USS Brandywine (1825)
- USS Brant (AM-24/AT-132/ARS-32, AMS-43/MSC(O)-43)
- USS Brattleboro (PCE(R)-852/E-PCE(R)-852)
- USS Brave (PYc-34/YP-425, IX-78)
- USS Braxton (APA-138)
- USS Bray (DE-709/APD-139)
- USS Braziliera (1856)
- USS Brazos (AO-4)
- USS Breaker (1862, 1901, ID-1707)
- USS Breakhorn (AM-353)
- USS Breakwater (SP-681)
- USS Bream (SS-243/SSK-243/AGSS-243)
- USS Breck (DD-283)
- USS Breckinridge (DD-148/AG-112)
- USS Breeman (DE-104)
- USS Breese (DD-122/DM-18)
- USS Bremerton (CA-130/CG-14, SSN-698)
- USS Brennan (DE-13)
- USS Breton (AVG-10/ACV-10/CVE-10, AVG-23/ACV-23/CVE-23/CVHE-23/CVU-23/T-CVU-23/T-AKV-42)
- USS Brevard (AK-164)
- USS Brewster County (LST-483)
- USS Brewton (DE-1086/FF-1086)
- USS Briarcliff (IX-3)
- USS Briareus (AR-12)
- USS Bridge (AF-1, AOE-10/T-AOE-10)
- USS Bridgeport (ID-3009/AR-2/AD-10, PG-166, CA-127)
- USS Bridget (DE-1024)
- USS Bright (DE-747)
- USS Brill (SS-330)
- USS Brilliant (1862, ID-1329)
- USS Brinkley Bass (DD-887)
- USS Briscoe (APA-65, DD-977)
- USS Brisk (PG-89)
- USS Brister (DE-327/DER-327)
- USS Bristol (DD-453, DD-857)
- USS Bristol County (LST-1198)
- USS Britannia (1862)
- USNS Brittin (T-AKR-305)
- USS Broad Arrow (ID-2503)
- USS Broadbill (SP-823, AM-58/MSF-58)
- USS Broadkill River (LSM(R)-405/LFR-405)
- USS Broadwater (APA-139)
- USS Brock (DE-234/APD-93)
- USS Brockenborough (1862)
- USS Bronstein (DE-189, DE-1037/FF-1037)
- USS Brontes (AGP-17)
- USS Bronx (APA-236/LPA-236)
- USS Brooke (DEG-1/FFG-1)
- USS Brookings (APA-140)
- USS Brooklyn (1858, ACR-3/CA-3, CL-40)
- USS Brooks (DD-232/APD-10)
- USS Broome (DD-210/AG-96)
- USS Brough (DE-148)
- USS Brown (SP-1050, DD-546)
- USS Brownson (DD-518, DD-868)
- USS Brownsville (PG-118/PF-10)
- USS Bruce (DD-329)
- USNS Bruce C. Heezen (T-AGS-64)
- USS Brule (APA-66, T-AKL-28/AKL-28)
- USS Brumby (DE-1044/FF-1044)
- USS Brunswick (WAL-509, PG-176/PF-68, ATS-3, JHSV-6)
- USS Brush (DD-745)
- USS Brutus (AC-15)
- USS Bryant (DD-665)
- USS Bryce Canyon (AD-36)

### Bu–By
- USS Bucareli Bay (ACV-61, CVE-98)
- USS Buccaneer (1888)
- USS Buchanan (DD-131, DD-484, DDG-14)
- USS Buchanan County (LST-504)
- USS Buck (SP-1355, DD-420, DD-761)
- USS Buckeye (YN-8/AN-13)
- USS Buckingham (APA-141)
- USS Buckley (DE-51/DER-51)
- USS Buckthorn (1863, YN-9/AN-14)
- USS Bucyrus Victory (AK-234)
- USS Buena Ventura (ID-1335)
- USS Buena Vista (1864)
- USS Buffalo (1813, 1892/AD-8, CL-84, CL-99, CL-110, SSN-715)
- MV Buffalo Soldier (T-AK-9301)
- USS Bugara (SS-331/AGSS-331)
- USS Bulkeley (DDG-84)
- USS Bull (DE-52, DE-693/APD-78)
- USS Bull Dog (1813)
- USNS Bull Run (T-AO-156)
- USS Bullard (DD-660)
- USS Bullfinch (AM-66, AM-392)
- USS Bullhead (SS-332)
- USS Bulloch County (LST-509)
- USS Bullock (AK-165)
- USS Bullwheel (YO-46)
- USS Bulmer (DD-222/AG-86)
- USS Bulwark (AMc-66, AMc-68, AM-425/MSO-425)
- USS Bumper (SS-333)
- USS Bunch (DE-694/APD-79)
- USS Buncombe County (LST-510)
- USS Bunker Hill (1917, CV-17/CVA-17/CVS-17/AVT-9, CG-52)
- USS Bunting (AMc-7, AMS-3/MHC-45)
- USS Buoyant (AMc-130/AM-153)
- USS Burden R. Hastings (DE-19)
- USS Burdo (DE-717/APD-133)
- USS Burges (BDE-12, BDE-16)
- USS Burias (ARG-13/AG-69)
- USS Burke (DE-215/APD-65)
- USS Burleigh (APA-95)
- USS Burleson (APA-67/IX-67)
- USS Burlington (PG-159/PF-51, JHSV-10)
- USS Burnett County (LST-512)
- USS Burns (DD-171/DM-11, DD-588)
- USS Burrfish (SS-312/SSR-312)
- USS Burrows (1814, DD-29, DE-105)
- USS Burton Island (AG-88/AGB-1/WAGB-283)
- USS Bush (DD-166, DD-529)
- USS Bushnell (AS-2/AG-32, AS-15)
- USS Bussum (1917)
- USS Busy (BYT-1)
- USS Butler (DD-636/DMS-29)
- USS Butte (APA-68, AE-27/T-AE-27)
- USS Butternut (YN-4/AN-9/ANL-9/YAG-60)
- USS Buttress (ACM-4)
- SS Buyer (AK-2033)